# جورج اچ. پندلتن
جورج اچ. پندلتن (به انگلیسی: George H. Pendleton) سناتور سابق عضو حزب دموکرات ایالات متحده آمریکا بود. وی در سال ۱۸۷۹ تا ۱۸۸۵ میلادی سناتور ایالت اوهایو در سنای ایالات متحده آمریکا بود.